# Childebert II
Childebert II (570–596) – król Austrazji z dynastii Merowingów. Był zwierzchnikiem Prowansji, a od 592 roku panował także w Burgundii.

## Dzieciństwo
Gdy ojciec Childeberta II, Sigebert I, został zamordowany w 575 roku, Childebert wraz z matką Brunhildą znajdowali się w Paryżu. Jeden z wiernych wasali Sigiberta I, Gundobald, porwał pięcioletniego Childeberta II matce i przywiózł go do Metz, stolicy Austrazji, gdzie odbyła się koronacja. Brunhilda natomiast została zesłana do Rouen przez króla Franków – Chilperyka I, który tymczasem zajął Paryż. Po koronacji Childeberta II Brunhilda powróciła do Austrazji, i ogłosiła się regentką.

## Polityka wewnętrzna
Początkowy okres rządów małoletniego Childeberta II przypadł na spór o wpływy w Prowansji między królem Chilperykiem I a królem Burgundii, Guntramem I. Zarówno pierwszy, jak i drugi ubiegali się o poparcie Childeberta II. Ostatecznie został podpisany pokój, którego strażnikiem został Childebert II.
Po zabójstwie Chilperyka w 584 roku Childebertowi II zagrażało niebezpieczeństwo ze strony wdowy po Chilperyku, która próbowała dokonać kilka zamachów na życie króla Austrazji, żeby zapewnić swojemu synowi, Chlotarowi II panowanie w Burgundii i Austrazji. W 587 roku między Childebertem II a Guntramem I w Andelot zostało podpisane porozumienie o stosunkach między Austrazją a Burgundią oraz o sukcesji burgundzkiej. Na mocy porozumienia ustalone zostały granice między państwami. W 592 roku, po bezpotomnej śmierci Guntrama I, władcą został Childebert II.

## Wyprawy przeciwko Longobardom

### I wyprawa
Między 582 a 583 rokiem cesarz Maurycjusz podpisał porozumienie z Childebertem i Brunhildą, dotyczący ekspedycji przeciwko Longobardom, za którą król Austrazji otrzymał 50 tysięcy złotych monet. W 584 roku wyprawa wojenna była gotowa, jednak na wieść o grożącej wojnie Longobardowie złożyli Childebertowi II hołd lenny. Taki układ nie odpowiadał Maurycjuszowi, który zażądał zwrotu pieniędzy. Childebert II wysłał do Bizancjum poselstwo, w którym zapewniał o szczerości swoich zamiarów. Ekspedycja przeciw Longobardom doszła do skutku w 585 roku. Wojsko frankijskie przekroczyło Alpy, jednak z powodu niezgody między jego dowódcami wyprawa wojenna skończyła się niepowodzeniem.

### II wyprawa
W 588 roku, podczas gdy nowe poselstwo wyruszyło do Bizancjum, wojsko Childeberta II ponownie wkroczyło do Italii. Longobardowie, chcąc uniknąć wojny, zaproponowali królowi Austrazji pokój i zapewnili, że będą płacić daninę. Childebert II wznowił z nimi rokowania pokojowe, które nie doszły do skutku.

### III wyprawa
W 590 roku do Italii zostało skierowane wojsko na czele z dwudziestoma książętami. Jeden oddział oblegał Mediolan. Drugi wyruszył na twierdzę bellincońską, w czasie oblężenia dowódca armii został ranny i zmarł, a oddział został rozproszony przez Longobardów. Trzeci oddział, po zdobyciu Werony, podpisał pokój z królem Longobardów – Autarisem.
Wojska frankijskie miały za zadanie połączyć się z wojskami bizantyjskimi pod Ticinum i wspólnymi siłami pokonać Longobardów. Jednak, po przedostaniu się na południe Italii, Frankowie zostali pokonani przez armię Autarisa. Po porażce resztki armii Childeberta II wróciły do Galii.

## Sukcesja po Childebercie II
Childebert II zmarł w 2(28) marca 596 roku, prawdopodobnie otruty wraz z żoną Faileubą. Pozostawił po sobie dwóch synów – Teudeberta i Teuderyka, którzy kolejno sprawowali rządy w Austrazji i Burgundii. 